# Burg Tierberg
Die Burg Tierberg ist eine stauferzeitliche Ritterburg in der Region Hohenlohe auf dem Gebiet des Ortsteils Steinkirchen der heutigen Gemeinde Braunsbach im Landkreis Schwäbisch Hall in Baden-Württemberg.

## Geographische Lage
Die Spornburg steht in einer Höhe von 406,1 m ü. NN auf einem von zwei zusammenlaufenden Bachtälern geschaffenen Westsüdwestsporn der hier knapp 7 km breiten Hochebene zwischen den Flüssen Kocher im Westen und Jagst im Osten; einen halben Kilometer südwestlich der Schildmauerburg und etwa 130 m tiefer mündet vor dem Sporn der westlich durch die Heerklinge heranziehende Hirschbach in den südwestlich verlaufenden Weilersbach, der seinerseits einen Kilometer weiter talab den Kocher erreicht. 4,5 km nördlich der Burg Tierberg steht Burg Stetten, ebenfalls eine Schildmauerburg, in ähnlicher Lage unmittelbar am östlichen Kochertaltrauf.

## Geschichte
Im Jahre 1220 ließen die edelfreien Herren von Langenburg die Burg Tierberg durch einen ihrer Dienstmannen, den Ritter Arnold von Tierbach, errichten.
Die Befestigung diente zur Sicherung oder Kontrolle zweier nahe verlaufender Fernhandelsstraßen.
Der Erbauer der Burg nannte sich nach der Burg und wurde 1226 urkundlich als Arnold von Tierberg erwähnt.
Zwischen 1232 und 1235 gelangte die Herrschaft Langenburg in den Besitz derer von Hohenlohe. Dadurch wurden die Ritter zu Tierberg hohenlohische Lehensleute.
Als diese später abwanderten, wurde im Jahr 1300 die Patrizierfamilie Feldner (Veldner) aus Hall Eigentümerin der Burg. 1374 ging die Herrschaft Tierberg mit der Burg in den unmittelbaren Besitz der Herren von Hohenlohe-Langenburg über.
Aus Geldnot verkaufte der amtierende Landesherr Ulrich von Hohenlohe die Burg mitsamt Herrschaft 1387 zu einem Spottpreis an zwei Herren von Stetten.
Darüber kam es zu einem Familienstreit im Hause Hohenlohe. Gottfried III. von Hohenlohe, der Bruder des Familienhauptes, klagte 1398 gegen die von Stetten auf Herausgabe der Burg und Zahlung einer Entschädigung für unberechtigte Nutzung.
Der Prozess endete 1402 mit einem Vergleich; dieser umfasste den Abschluss eines neuen Kaufvertrages, der den Hohenlohern ein Rückkaufsrecht gewährte, sowie die Zahlung eines weiteren Kaufpreises.
In der folgenden Zeit bauten die Stetten die für sie strategisch günstig bei ihrer Stammburg gelegene Satellitenburg zu einem Jagdschloss aus und erweiterten die Anlage.
72 Jahre nach dem Kauf durch die von Stetten verlangten 1474 die Nachfahren der Verkäufer, die inzwischen in den Grafenstand aufgestiegenen Herren von Hohenlohe-Langenburg, mit Berufung auf das vertraglich vereinbarte Rückkaufsrecht den Rückerwerb zum alten Preis.
Die von Stetten widersetzten sich diesem Ansinnen und verlangten mindestens eine angemessene Entschädigung für die ihnen entstandenen Baukosten. Daraufhin vertrieben 1475 bewaffnete Truppen der Hohenloher die Stettener gewaltsam aus der Burg.
Daraus entspann sich ein 20 Jahre andauernder, blutiger Fehdekrieg zwischen beiden Adelshäusern, der 1488 in einer Belagerung und teilweisen Eroberung der Burg Stetten durch die von Hohenlohe gipfelte. Beide Kontrahenten suchten Unterstützung bei mächtigeren Instanzen. Dadurch entwickelte sich dieser Zwist zu einem Verfassungsstreit zwischen dem Kaiser und den Reichsfürsten um die Macht im Reich. Diese sogenannte Tierberger Fehde gilt als Mitauslöser der Reichsreform, sie wurde erst 1495 gerichtlich beigelegt.
Nach 1475 verblieb die Burg für fünfhundert Jahre im Besitz des späterhin gefürsteten Hauses Hohenlohe-Langenburg. Es nutzte die Anlage weiterhin als Jagdschloss und baute diese dazu aus und um. Hier veranstaltete man zuweilen große Jagden.
Während und kurz nach dem Zweiten Weltkrieg mussten Burgkeller und Turm als Bücherdepot der Berliner Universität herhalten.
Im Jahre 1974 verkaufte die Familie Hohenlohe-Langenburg die Burg aus Geldnot an bürgerliche Erwerber.

## Baubeschreibung
Die Burg wurde auf einem nach drei Seiten steil abfallenden Bergvorsprung errichtet. Auf der Bergseite, Richtung Osten, befindet sich ein sehr tiefer und breiter Halsgraben. Direkt hinter dem Halsgraben erhebt sich die Befestigungsmauer des Äußeren Zwingers, der später als die Kernburg errichtet wurde und eine Ringmauer um die gesamte Kernburg bildet. An der nordöstlichen Ecke wird die Zwingermauer durch einen Rundturm gesichert. Am anderen Ende der Zwingermauer am Halsgraben, an der Südostseite der Anlage, befindet sich eine Bastion.
Parallel zur äußeren Zwingermauer und zum Halsgraben ist eine zweite, die innere Zwingermauer, die zusammen mit der Kernburg errichtet wurde. Dieser innere Zwinger ist der Schildmauer vorgelagert, welche den bergseitigen Abschluss der Kernburg bildet. In die 18 Meter hohe und 2 Meter dicke  Schildmauer ist mittig der fast quadratische Bergfried integriert. Dieser hat ebenfalls eine Wandstärke von 2 Metern, eine Kantenlänge von 6,5 Metern und ist 26 Meter hoch.
Die Schildmauer ist heute direkt auf dem Mauerwerk mit einem Dach eingedeckt.
Zwei Ausgänge im Bergfried, die oberhalb dieses Abschlusses liegen, zeigen aber, dass sich auf der Schildmauer zu früheren Zeiten Wehrgänge befunden haben.
Schildmauer und Bergfried sind ungewöhnlich hoch, weil der tragende Sporn am Standort der Burg schon deutlich gegenüber dem östlich anliegenden Hochplateau eingefallen ist; mit dieser Höhe blieb trotz der Tieflage das angrenzende Terrain zu überschauen und die Burg zu verteidigen.
Die ursprüngliche Kernburg ist umschlossen von zwei dicken, fast parallelen  Mauern, die einen kleinen Innenhof bilden, der die Schildmauer mit dem Palas verbindet, und die sich dann in den Außenmauern des Palas fortsetzen.
An der Nordmauer befindet sich auf der ganzen Länge des Hofes ein Nebengebäude der Kernburg. Ein weiteres, kleineres Nebengebäude steht an der Südmauer im Hof, direkt an der Schildmauer.
Auf der Südostseite der Schildmauer befindet sich außerhalb der Kernburg ein später errichtetes Nebengebäude, das sogenannte Jägerhaus. Es wurde auf Teilen  des inneren wie auch des äußeren Zwingers errichtet, reicht bis zum Halsgraben und bildet heute den Zugang zur Burg.
Auf der Bergspornspitze finden sich an der Mauer des Außenzwingers zwei weitere Nebengebäude, die ebenfalls später erbaut wurden.

## Trivia
Die Burg Tierberg, bzw. das Jagdschloss Tierberg ist einer der Schauplätze in Agnes Günthers Roman Die Heilige und ihr Narr und wird im Roman als Schloss Schweigen bezeichnet.